# Antônio Augusto Amaral de Carvalho
Antônio Augusto Amaral de Carvalho, também conhecido como Seu Tuta (São Paulo, 28 de abril de 1931 – São Paulo, 4 de novembro de 2024), foi um jornalista e empresário brasileiro, ex-presidente do Grupo Jovem Pan. Comandou programas musicais que influenciaram uma geração e dirigiu a maior equipe de jornalistas de rádio no Brasil.

## Biografia
Antônio Augusto Amaral de Carvalho, mais conhecido pela alcunha de "Tuta", é filho de Paulo Machado de Carvalho e foi diretor-presidente da Rádio Jovem Pan entre 1973 e 2014, ano em que deu o cargo para seu filho Antônio Augusto Amaral de Carvalho Filho, o Tutinha. Nascido em São Paulo, começou sua vida profissional na Rádio Panamericana em 1949. 
Em 1949, ocorreu o primeiro contato de Tuta com a emissora, onde passou a exercer o cargo de secretário do irmão Paulo Machado de Carvalho Filho, que deixou a Panamericana em 1952, para assumir a direção da Rádio Record. Nesse mesmo ano, Tuta assumiu a direção-geral da emissora – com apenas 21 anos de idade.
Em 1955, a emissora começou a enfrentar problemas difíceis, um período que se estendeu por alguns anos, até que, em 1964, o Antônio Augusto Amaral de Carvalho voltou a assumir a direção-geral da emissora, numa tentativa de reerguê-la. Foi quando surgiu, em 1965, o nome “Jovem Pan”, dado à Panamericana pelo doutor Paulo Machado de Carvalho, acatado por seu filho Tuta.
Em 1966, sob a direção de Tuta, começa a grande transformação da agora Jovem Pan. Toda a programação foi mudada fazendo da emissora uma nova empresa de comunicação. A virada maior ocorreu no início dos anos 1970, quando Tuta passou a se dedicar aos programas jornalísticos, criando os famosos “Equipe Sete e Trinta”, “Jornal de Integração Nacional” e finalmente o “Jornal da Manhã” – que está no ar até hoje e é campeão de audiência desde que existe. 

### TV Jovem Pan UHF 16
Em 1976, com a ajuda de seu amigo João Carlos Di Genio, então dono dos cursinhos da rede Objetivo, "Tuta" tentou realizar seu sonho de possuir um canal de televisão, quando juntos então criaram a TV Jovem Pan UHF 16. Após a entrada de um terceiro sócio, Hamilton Lucas de Oliveira, houve dissentimentos no grupo.

### Jovem Pan 2 FM
Ainda em 1976, o Grupo Jovem Pan de Comunicação inaugurou, no dia 1º de julho, a Jovem Pan 2 FM, que passou a ser dirigida pelo filho do Tuta, Antônio Augusto Amaral de Carvalho Filho, o Tutinha, que transformou o rádio FM em todo o Brasil, com iniciativas arrojadas e inovadoras em todos os sentidos, desde a sua programação até os equipamentos de ponta que usava para transmitir. A Jovem Pan 2 FM mudou esse segmento da radiodifusão em todo o país.

### Projeto Jovem Pan SAT
Um passo maior ocorreu em 1993, quando a rádio iniciou o Projeto Jovem Pan SAT, implantado um ano depois, com sinal de áudio totalmente digital, transmitido via satélite para todo o Brasil. A programação da rede Jovem Pan SAT passou a oferecer cobertura jornalística dos fatos de Brasília, São Paulo, Rio de Janeiro e demais capitais brasileiras, além de material jornalístico produzido por correspondentes na Europa, nos Estados Unidos e no Japão. A rede de satélite incluía material da Jovem Pan 1 e da Jovem Pan 2 FM, transmitindo 24 horas por dia.

### Internet
Seguindo uma novidade global, em 1997, a Jovem Pan instalou seu site na internet, produzindo amplo noticiário nacional e internacional em tempo real, dia e noite, com uma equipe de jornalistas especializados em lidar com esse, então, novo meio de comunicação. 

### 2000
Em 2000, o “Jornal da Manhã” passou a ser transmitido entre 6h e 7h por todas as emissoras AM e FM afiliadas da Rede Jovem Pan-SAT, com noticiário completo sobre os acontecimentos do Brasil e do mundo, analisando e esclarecendo o ouvinte. Esse fato jornalístico representou e ainda representa, historicamente, uma nova fase na história da radiodifusão do Brasil, tornando a informação acessível às regiões mais longínquas do território nacional, interligando todos os pontos do país numa nova realidade da comunicação.

### Jovem Pan Online
Com o passar dos anos, em 2007, a Jovem Pan de São Paulo inaugurou a Jovem Pan Online, o que, no dizer de Tuta, era “a rádio com imagem”. Na verdade, essa iniciativa já significava um aceno para a criação da TV Jovem Pan, anos depois. 
Em 2013, Antônio Augusto Amaral de Carvalho teve de se afastar da emissora, por motivos de saúde. O seu filho Antônio Augusto Amaral de Carvalho Filho, o Tutinha, assumiu o posto interinamente, dando início a mudanças na programação da rádio, com ênfase ao jornalismo, transmitindo o noticiário quase todo em tempo real, numa programação contínua – o que inaugurou uma nova maneira de fazer um novo rádio no país, novamente de forma pioneira. Em 28 de fevereiro de 2014, Tutinha tomou posse definitivamente como o novo presidente do Grupo Jovem Pan.  
A empresa lançou, em abril de 2020, o Panflix, o serviço de streaming genuinamente brasileiro, que oferece toda a programação da Jovem Pan em vídeo, além de conteúdos de parceiros. A plataforma consolida o movimento de convergência digital do grupo de comunicação, que já publicava o seu conteúdo em vídeo no YouTube.

### Jovem Pan News
A grande consolidação de toda uma história dedicada ao jornalismo veio em 27 de outubro de 2021, com a estreia da Jovem Pan News, o canal de notícias 24 horas na TV por assinatura.

### Morte
Tuta estava internado no Hospital Sírio-Libanês, com a saúde bastante debilitada. Morreu em 4 de novembro de 2024.
"É com imenso pesar que o Grupo Jovem Pan anuncia o falecimento de Antonio Augusto Amaral de Carvalho, aos 93 anos. Fundador da Jovem Pan, Seu Tuta, ícone da comunicação, revolucionou a história da Rádio Jovem Pan e marcou época na televisão. Ele estava internado no hospital Sírio Libanês com a saúde debilitada. Pai, marido, avô, bisavô e querido por centenas de funcionários. Antonio Augusto Amaral de Carvalho começou a entrar para a história já nos tempos da TV Record", diz a nota do Grupo Jovem Pan.

## Homenagens
Antônio Augusto Amaral de Carvalho recebeu 10 Troféus Roquette Pinto, 3 Troféus Governador do Estado e 2 Troféus TV Tupi por seus trabalhos na televisão.